# کامیونت

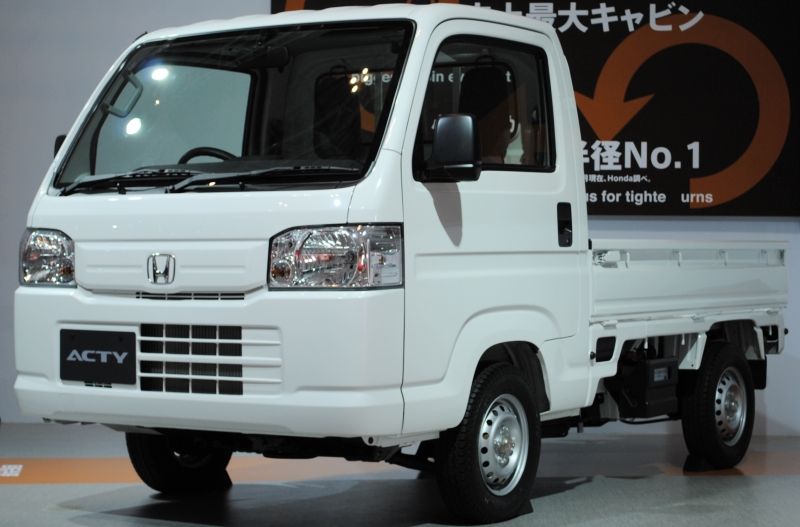
هوندا اکتی

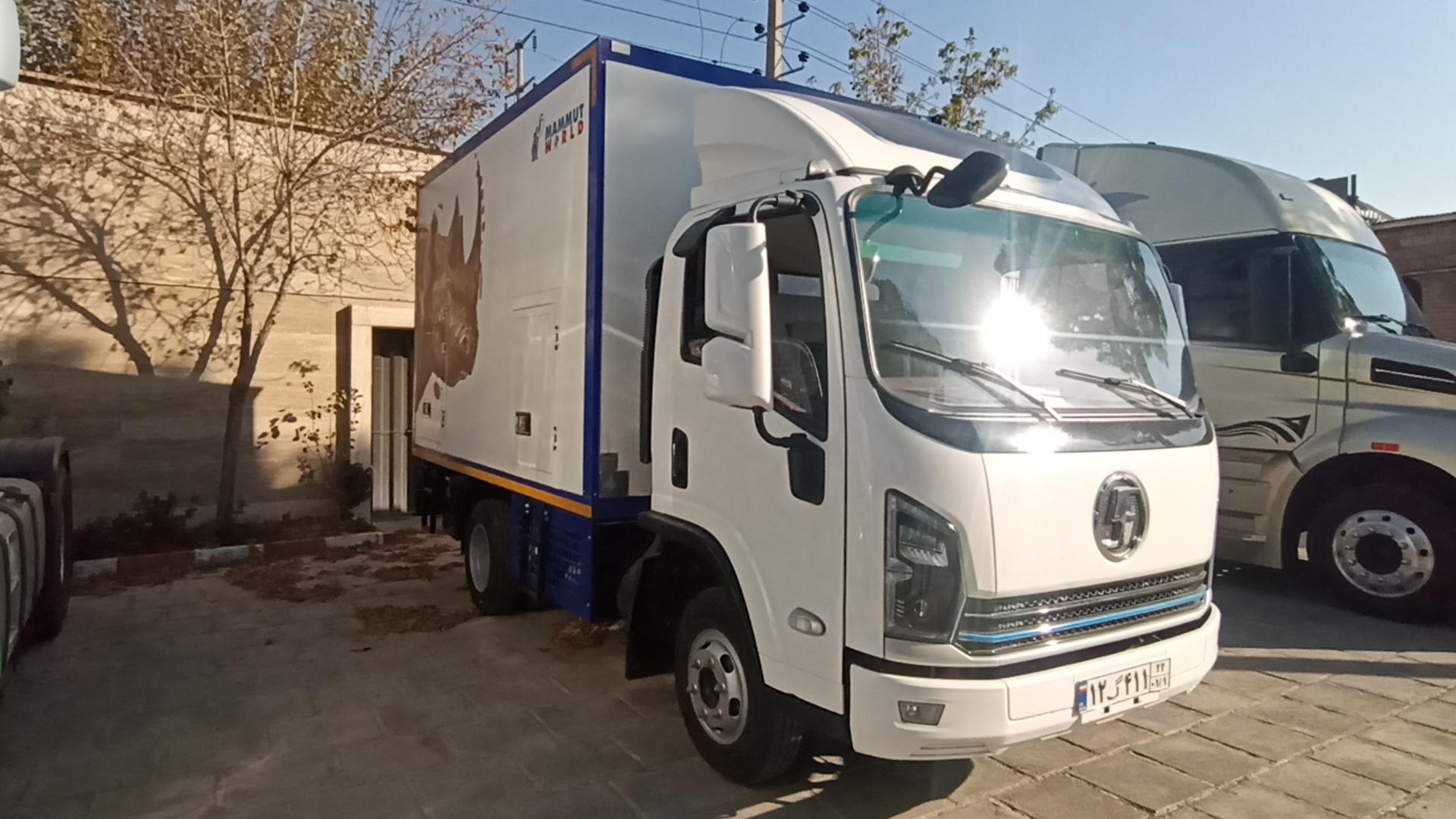
کامیونت شاکمان همراه با یخچال ماموت

کامیونت یا کامیون کوچک گونه‌ای از کلاس خودروها است که می‌توان آن را حد فاصل بین یک وانت و کامیون دانست. تناژ بارگیری کامیونتها عموما از یک تن و نیم تا دوازده تن می‌باشد. این خودروها دارای یک اتاقک کوچک و ۴ یا ۶ تایر در دو محور می‌باشند. توزیع نیروی پیشران این خودروها اغلب از نوع چهار چرخ محرک می‌باشد. این خودروها که اولین بار بعد از جنگ جهانی دوم در ژاپن ساخته شدند، در آن کشور Keitora (به ژاپنی: 軽トラ) نیز نامیده می‌شوند و دسته‌ای از خودروهای کی را تشکیل می‌دهند. این خودرو در کنار خودرو ون کوچک دو کلاس از وسایل نقلیه پرکاربرد در کارهای خدماتی و بازرگانی خرد در ژاپن محسوب می‌شوند.

## کامیونتها در ایران
از قدیمی ترین کامیونت های ایران میتوان با بنزهای 608 و 808 اشاره کرد. این خودرها توسط شرکت خاور (ایران خودرو دیزل) مونتاژ میشدند. در سالهای دهه ی 40 شمسی شرکت معروف گروه صنعتی خاور برای اولین بار اقدام به مونتاژ اولین کامیونت شرکت مرسدس بنز با نام ال پی ۶۰۸ و تحویل آن به بازار نمود. به همین دلیل این خودرو به خاور معروف شد. به همین علت مردم به تمامی مدل‌های کامیونت در ایران خاور میگفتند. در سنوات بعد شاهد ورود کامیونتهای میتسوبیشی، هیوندای و ایسوزو هم به بازار ایران بودیم.

در سالهای اخیر اما با خروج برندهای معتبرتر، شاهد حضور برندهای چینی مثل شاکمان، دیما، جک، شیلر، فورس، فوتون و... در جاده های شهر و کشور هستیم.

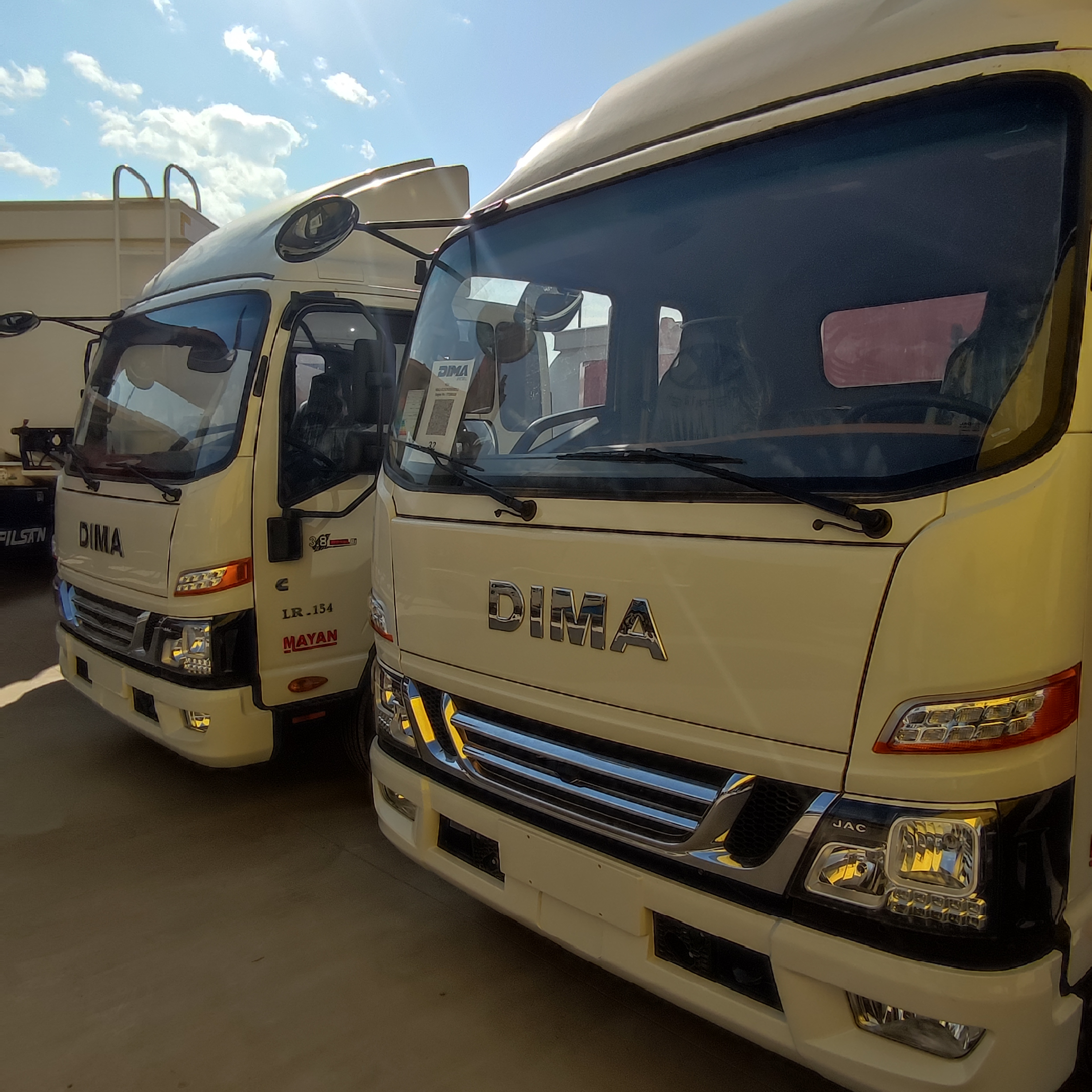
کامیونتهای 6 و 9 تُن LR154 دیما در کنار هم